# Akcja na Morzu Północnym
Akcja na Morzu Północnym (ang. North Sea Hijack) – brytyjski film przygodowy z 1979 roku w reżyserii Andrew V. McLaglena. Wyprodukowana przez wytwórnię Universal Studios i Cinema International Corporation.
Premiera filmu odbyła się 30 marca 1980 w Wielkiej Brytanii. Zdjęcia do filmu zrealizowano w Galway oraz Kinvara w Irlandii.

## Opis fabuły
Terroryści zakładają na dwóch platformach wiertniczych ładunki wybuchowe i grożą ich detonacją, jeśli w ciągu doby nie dostaną dwadzieścia pięć milionów funtów. Sprawą ma się zająć specjalista od zwalczania terroryzmu na morzu – Rufus Excalibur baronet ffolkes (Roger Moore).

## Obsada
Źródło: Filmweb
- Jeremy Clyde jako Dennis Tipping
- David Wood jako Herring
- David Hedison jako Robert King
- Michael Parks jako Harold Shulman
- Anthony Perkins jako Lou Kramer
- James Mason jako admirał Francis Brindsen
- Roger Moore jako Rufus Excalibur ffolkes
- Lea Brodie jako Sanna
- Anthony Pullen Shaw jako Robert F. Ackerman
- Philip O'Brien jako Art Webb
- John Westbrook jako Dawanay
- Jennifer Hilary jako Sarah
- Jonathan Nuth jako Kirk